# Црква Светог пророка Илије у Марићкој
Црква брвнара Светога Пророка Илије налази се у селу Марићка, насељу удаљеном 20 километара од Приједора, у Републици Српској, БиХ. И најпознатија је црква брвнара у Републици Српској
Како представља вриједан и изузетно добро очуван примјер дрвених цркава брвнара у Босни и Херцеговини, проглашена је за национално добро као национални споменик у Босни и Херцеговини (Службени гласник БиХ, број 102/11).

## Историјат
На основу урезаног натписа изнад западних врата, гдје се помиње 1870. година, није јасно да ли је то година изградње цркве или нека од њених обнова. На тавану ове цркве нађене су царске двери, на којима је урезан датум 30. јули 1753. године, који би се могао односити на цркву која је на истом мјесту била прије ове цркве брвнаре. Цркву је радио Теодор Чанак, син Марка Чанка, градитеља цркви у Ракелићима и Бусновима, а при њеној некадашњој обнови помињу се мајстори Максим Кујунџија и Илија Лукић. На западној страни 1898. године придодат је тријем изнад којег је дигнут дрвени звоник. Велика санација цркве вршена је 1938. године кад је, између осталог, замијењена клис-шиндра са цријепом, а уређен је и олтарски простор.

## Изглед цркве
Архитектура цркве се одликује конструктивним рјешењима крова цркве са препуштеним широким стрехама, ниским дрвеним зидовима, декоративно-архитектонским елементима тријема и звоника, домишљатим и конструктивно успјелим тесарским везама дрвених конструктивних елемената,  великих конструктивних распона, али и ванредан осјећај за пропорционалност објекта, свједоче о изузетном занатском умијећу локалних дрводјеља-неимара. Достигнуће градитеља је тим вредније, имајући у виду комплексност друштвено-политичких и економских прилика краја 19. вијека, у вријеме када је црква била обнављана.
Црква је грађена од храстових талпи који су постављени на темељ од камена. Састоји се од улазног трема, тробродног наоса, хорске галерије и олтарско дела. Изнад трема је после 1878. године саграђен је дрвени звоник. Таваница изнад наоса је рађена у комбинацији равне таванице и полуобличастог свода.
Из времена друге обнове цркве (1938) потјече иконостас са 22 иконе, рад иконописца Павла Житетског. Осим иконостаса као заштићена покретна добра чине пријестолни крст, кандило и дрвена врата с оригиналним металним кључем, из времена прве цркве.
У непосредној близини цркве налази се стари храст, за кога стручњаци сматрају да је стар око 600 година. Слава цркве је Илиндан, када се организује Велики народни збор у Марићкој. У порти храма подигнута је спомен-биста др Јовану Рашковићу.

## Галерија
- Споменик др Јовану Рашковићу у порти храма
- Црква Светог пророка Илије у Марићкој
- Улазна врата у храм
- Црква Светог пророка Илије у Марићкој, 2021
- Црква Светог пророка Илије у Марићкој, 2021
- Црква Светог пророка Илије у Марићкој, 2021